# Geschäftsführung ohne Auftrag
Die negotiorum gestio (Geschäftsführung ohne Auftrag) ist die Wahrnehmung von Geschäften eines Geschäftsherren (lateinisch dominus negotii) durch einen Geschäftsführer (lateinisch negotiorum gestor), ohne dass der Geschäftsführer durch den Geschäftsherren hierzu beauftragt oder anderweitig in besonderer Weise ermächtigt wurde.

## Dienegotiorum gestioim römischen Recht
Bereits der republikanischen Rechtsordnung (siehe insoweit: altrömisches Recht und vorklassisches Recht) waren Fälle der Führung fremder Geschäfte bekannt. Dazu gehörten (un-)entgeltliche Kontrakte wie das mandatum (Auftragsgeschäfte), die locatio conductio, welche Dienst- und Werkverträge umfasste, oder auch die tutela, die Ausübung einer Vormundschaft. Im Gegensatz dazu regelte das römische Recht mit der negotorium gestio das Recht der Quasikontrakte, d. h. Rechtsbeziehungen, die außerhalb des Vertragsrechts lagen. Dabei entstanden zwei unterschiedliche Interessenslagen: Der Geschäftsherr, also derjenige, für den gehandelt wurde, war an einer Geschäftsbesorgung interessiert, aus der er Vermögensvorteile vereinnahmt. Jener, der die Geschäftsbesorgung wahrnahm, war gegebenenfalls daran interessiert, die ihm entstandenen Aufwendungen ersetzt zu erhalten. Das Rechtsinstitut der negotorium gestio diente mithin dem Ausgleich beider Interessenslagen. Hierzu standen den Parteien grundsätzlich die Klagearten (actiones) zur Verfügung, die für Durchsetzung von Kontrakten vorgesehen waren.
Die Durchsetzung der Ansprüche (Klagemöglichkeiten) gingen auf prätorische Edikte zurück. Wie im heutigen deutschen Recht führten Notgeschäftsführungen zu Haftungseinschränkungen.
Aus dem römischen Recht entstammt die spezifische Klageart der actio funeraria. Ihrem Gestaltungszweck nach konnte Bestattungsklage derjenige erheben, dem Aufwendungen für die Bestattung eines ihm Fremden entstanden waren. Die Klage wurde gegen denjenigen erhoben, der sich um die Bestattung hätte kümmern müssen (selbst wenn dessen Wille entgegenstand). Die Fallgestaltung und deren Übertragung auf Parallelanwendungen wurde im antiken Rom, ebenso bei den Glossatoren (etwa Bulgarus), im Usus modernus (etwa Samuel Stryk) und in der Historischen Rechtsschule (etwa G. F. Puchta) kontrovers diskutiert.